# Bruchomorpha jocosa
Bruchomorpha jocosa är en insektsart som beskrevs av Stsl 1862. Bruchomorpha jocosa ingår i släktet Bruchomorpha och familjen Caliscelidae. Inga underarter finns listade i Catalogue of Life.